# Gouvernement provisoire sibérien (Vladivostok)
Ne doit pas être confondu avec Gouvernement provisoire de la Sibérie autonome.
1918 – 1918
Entités précédentes :
- République russe
- République socialiste fédérative soviétique de Russie

Entités suivantes :
- État russe (1918-1920)
- Gouvernement provisoire de la Sibérie autonome

Le gouvernement provisoire sibérien, renommé par la suite gouvernement provisoire de la Sibérie autonome, était un gouvernement éphémère pour la Sibérie créé par le mouvement blanc pendant la guerre civile russe, entre janvier et octobre 1918.

## Histoire

### Contexte
La prise du pouvoir par le Parti bolchevique à Petrograd lors de la révolution russe de novembre 1917 fut suivie par la dispersion de l'Assemblée constituante russe tôt le matin du 19 janvier 1918 (NS), un organe qui avait été dominé par les représentants élus. du Parti des Socialistes-Révolutionnaires (SR), dirigé par Viktor Tchernov. Cette usurpation d'autorité de la part du Conseil des commissaires du peuple et du IIe Congrès panrusse des soviets n'a cependant pas sonné le glas de l'opposition au régime bolchevique.
En décembre 1917, des élections eurent lieu pour élire une Douma régionale sibérienne qui devait être convoquée dans la ville de Tomsk. En raison du climat révolutionnaire de l'époque, la classe moyenne et la bourgeoisie avaient été exclues des élections à ce corps, une décision qui a été vivement dénoncée par le Parti démocratique constitutionnel centriste (connu sous le nom de KD ou Kadets).  De plus, les bolcheviks considéraient l'effort sibérien comme une tentative à peine voilée de saper la souveraineté nationale de leur tout nouveau régime et refusèrent de participer aux élections de cette Douma régionale sibérienne ou de reconnaître la légitimité de cet organe.  Avec la droite monarchiste ainsi exclue, le centre fragilisé et la gauche bolchevique boycottant, il n'était pas surprenant que les délégués élus à ce parlement régional sibérien soient dominés par des membres du SR de Tchernov. 

### Création et fonctionnement
Après un retard rendu nécessaire par l'impossibilité de réunir un quorum d'élus, dans la nuit du 28 au 29 janvier 1918, une quarantaine de délégués réussirent enfin à se réunir à Tomsk pour mener leurs affaires. Cet organe a rapidement élu un gouvernement connu sous le nom de Gouvernement provisoire sibérien (PSG), présidé par un jeune socialiste-révolutionnaire nommé Piotr Derber . Sur les vingt ministres du PSG, seulement six étaient présents à la réunion constitutive des 28 et 29 janvier. Deux d'entre eux se trouvaient dans la prison bolchevique, et les autres étaient dispersés dans toute la Sibérie et dans le nord de la Chine et avaient été choisis par contumace, sans leur consentement préalable. Certains d’entre eux, dont Derber, fuient rapidement vers l’Extrême-Orient ; d'autres se sont cachés.
Le 1er juin 1918, après la révolte de la Légion tchécoslovaque, la création du Commissariat de Sibérie occidentale fut annoncée. Selon William Henry Chamberlin, « elle tirait sa prétention à l'autorité du gouvernement, dirigé par un socialiste révolutionnaire nommé Derber, qui avait été élu en février par la Douma régionale de Sibérie, un organe choisi sur la base du suffrage universel et qui, comme l'Assemblée constituante, avait été dispersée par les bolcheviks. 
Derber n'était pas d'accord avec ce résultat et son PSG lors de la réunion de Vladivostok a été rebaptisé Gouvernement provisoire de Sibérie autonome (PGAS). Le PGAS et le nouveau PSG ne se sont pas reconnus et se sont revendiqués comme le seul gouvernement de Sibérie, mais le gouvernement de Derber n'avait pas de forces armées. Peu de temps après, Derber démissionna et quitta Vladivostok ; son successeur était I. Lavrov du Parti socialiste-révolutionnaire.
En septembre 1918, Piotr Vologodsky, représentant le gouvernement provisoire panrusse, se rendit en Sibérie orientale, selon Chamberlin, "... et obtint l'abdication du cabinet fantôme Derber à Vladivostok".